# Leif Hede Nielsen
Leif Hede Nielsen (født 13. august 1940) er en dansk erhvervsmand.
Hede Nielsen er søn af Ove Hede Nielsen og blev handelsuddannet i Vitrohm A/S i Danmark og Tyskland. Han har været direktør i familieselskaberne Hede Nielsen A/S og Hede Nielsen Investment A/S og er formand i Familien Hede Nielsens Fond.
1964 blev han direktionssekretær, 1967 eksportchef og var 1971-72 markedsføringsdirektør i radio- og tv-fabrikken Rank Arena.
Derudover har han været islandsk konsul, bestyrelsesformand i rederiet K/S Nordshuttle, medlem af bestyrelsen for Brdr. Edal & Co. A/S i Årup, medlem af repræsentantskabet i Unidanmark A/S, bestyrelsesmedlem i Tryg Forsikring A/S og næstformand for Executive Finans I A/S. Han er bestyrelsesmedlem i Ibistic Technologies.